# Françoise Legey
Françoise Legey ou Françoise Entz-Legey, appelée aussi Doctoresse Legey ou toubiba Legey (née Françoise Ursule Entz à Batna en 1876 et décédée le 28 novembre 1935 au Maroc), est une médecin française qui a consacré sa carrière en Algérie et au Maroc à la santé des femmes.
Elle fait ses études de médecine à Paris puis revient travailler à Alger comme médecin de l'Assistance publique. Elle y développe un service de consultation « dans un petit local de la Casbah et recevait des femmes et des enfants malades ainsi que des femmes en couches ».
Parlant couramment arabe, elle devient la première femme médecin à Marrakech, au Maroc, en 1909 après la mort du Dr Émile Mauchamp,. Françoise Legey y crée une maternité et forme des sages-femmes, ainsi qu'un dispensaire destinée à distribuer du lait stérilisé aux mères. Elle voit près de 60 000 femmes et enfants, chaque année dans le cadre de consultations médicales, tout en luttant pour la dignité des femmes arabes, l'abolition de l'esclavage et la transformation du système du harem,.

## Publications
- Legey, Françoise, et A. Décor. "L’assistance aux femmes en couches à la maternité indigène de Marrakech." Bulletin de l’Institut d’Hygiène du Maroc (1932): 48-61.

Elle a aussi publié deux ouvrages sur le folklore marocain :
- Contes et légendes populaires du Maroc sur Google Livres
- Essai de Folklore marocain, avec une lettre-préface du maréchal Lyautey sur Gallica